# Moritz Moszkowski
Moritz Moszkowski (1854-1925) là nhà soạn nhạc, nghệ sĩ piano người Đức, gốc Do Thái Ba Lan. Ông là em trai của nhà văn Đức nổi tiếng Alexander Moszkowski.

## Tiểu sử
Moritz Moszkowski học âm nhạc tại Breslau, Dresden, Berlin. Ông khởi nghiệp tại Berlin vào năm 1883, sau đó lưu diễn thành công tại nhiều quốc gia châu Âu. Năm 1899, ông được bầu là viện sĩ Viện Hàn lâm Nghệ thuật Berlin.

## Phong cách sáng tác
Moritz Moszkowski có lĩnh vực sáng tác chủ yếu là các tác phẩm cho piano. Những tác phẩm của ông cho piano đòi hỏi người chơi có kỹ thuật cao, nhiều tác phẩm giờ đây vẫn được sử dụng trong hòa nhạc và giảng dạy.

## Các sáng tác
Moritz Moszkowski viết opera, ballet, concerto cho piano, cho violin nổi tiếng nhất là bản Những vũ khúc Tây Ban Nha.